# Pradèlas de Danha
Pradèlas en Val (en francès Pradelles-en-Val) és un municipi francès situat al departament de l'Aude i a la regió d'Occitània.